# Església parroquial de Sant Martí (Ginestar)
L'església parroquial de Sant Martí és una església de Ginestar (Ribera d'Ebre). L'església està situada dins del nucli urbà de la població de Ginestar, a l'extrem nord-oest del terme, delimitada pel pla de l'Església i els carrers de l'Església i Covadonga. L'edifici està protegit com a bé cultural d'interès local i els escuts de l'església estan declarats bé cultural d'interès nacional.

## Descripció

### Església
Església està formada per tres naus amb absis poligonal i creuer cobert per una cúpula. La nau central presenta volta de canó amb llunetes, separada en tres tramades per arcs torals que descansen damunt d'una cornisa motllurada, sostinguda per esveltes pilastres. Les naus laterals, ocupades per capelles comunicades entre si, estan cobertes per voltes d'aresta i s'obren a la nau central mitjançant arcs de mig punt. El creuer presenta una gran cúpula central, amb tambor i llanterna poligonals, mentre que als extrems, el sistema de coberta és el mateix que el de les naus laterals. L'absis està cobert per una volta de quart d'esfera precedida per l'última de les tramades de la nau central, en aquest cas lleugerament apuntada. A banda i banda del presbiteri hi ha dues capelles obertes també al creuer, i cobertes per petites cúpules amb tambors poligonals.
Als peus del temple hi ha el cor, sostingut per una volta rebaixada amb llunetes. La il·luminació del temple es fa mitjançant petites finestres d'arc rebaixat, obertes a les llunetes de les voltes i als tambors de les cúpules. La façana principal presenta, a la part central, un parament diferent al de la resta del mur, bastit amb carreus de pedra ben desbastats i disposats en filades, profusament decorats. El portal d'accés és d'arc de mig punt, flanquejat per dues columnes circulars assentades damunt d'alts basaments, que alhora sostenen un entaulament ondulat al centre del qual es troba un escut amb la creu de Malta. Damunt la porta hi ha una fornícula apetxinada de punt rodó, flanquejada per dues columnetes sostingudes per mènsules decorades amb testes humanes, que alhora aguanten un entaulament de les mateixes característiques que l'anterior.
L'entaulament està coronat per un frontó triangular decorat amb l'escut de la població i la data 1784, força malmesa. La resta de la façana es completa amb dues rosasses de diferent diàmetre, situades en el mateix eix vertical que marquen la porta i la fornícula. Emmarcant aquest eix hi ha dues fines pilastres quadrades amb volutes decoratives, que recorren de dalt a baix tot el mur. La façana està rematada per un petit campanar de cadireta d'un sol arc de mig punt. A la dreta del parament s'alça el gran campanar de torre, de planta quadrada i bastit en maons, que resta inacabat.
La construcció està bastida en pedra de diverses mides sense col·locar, lligada amb abundant morter de calç.

### Escuts
Els escuts de manera específica estan declarats bé cultural d'interès nacional. Es tracta de dos escuts ubicats a la façana principal de l'església parroquial de Sant Martí. Un dels escuts està situat damunt del portal d'accés a l'interior del temple, al centre de l'entaulament decoratiu superior que el flanqueja. Es tracta d'un escut de pedra de forma més o menys ovalada, amb una gran creu de Malta gravada al centre. Presenta motius decoratius vegetals al voltant de l'orla, a manera de fulles d'acant.
té gravat una creu de Malta. L'altre escut està situat a l'espai comprès entre la fornícula apetxinada que alberga la imatge de sant Martí i la gran rosassa situada damunt seu. Aquest escut s'ubica al centre d'un frontó triangular de pedra, que se sobreposa lleugerament a la rosassa. L'orla presenta una forma irregular, al centre de la qual es representa l'emblema de la vila, una ginesta, que alhora està delimitada per les inicials "G" i "A.". Al voltant de l'orla central hi ha diversos motius decoratius, de temàtica vegetal. L'escut està coronat per unes motllures decoratives de temàtica vegetal, mentre que a la part inferior s'observa una inscripció en mal estat, on es llegeix "AÑO 1784".

## Història
A Ginestar va haver-hi un creixement de la població molt gran. L'any 1718 hi havia 210 habitants i el 1860 eren 1292. En créixer la població calgué construir una església nova perquè la vella no es podia engrandir.
L'església nova de Sant Martí fou una construcció propulsada pels hospitalers al segle xviii. La portalada és barroca, molt semblant a les de les esglésies de la Torre de l'Espanyol i de Riba-roja, també construïdes pels frares hospitalers de la Comanda d'Ascó. Això queda remarcat per la creu de vuit puntes de Malta en relleu que es troba a la portalada, indicant així el patronatge. Una mica més amunt hi ha un altre escut on es pot apreciar un ram de ginesta, símbol inequívoc de la vila i la data de terminació de l'església, 1784.
Cal destacar també que el campanar encara resta inacabat.
La cúpula central és considerada una de les més notables de la comarca.